# Сувалкское соглашение
Сувалкское соглашение (пол. Umowa suwalska, лит. Suvalkų sutartis) — соглашение, подписанное в городе Сувалки между Польшей и Литвой 7 октября 1920 года и зарегистрированное в списке договоров Лиги Наций 19 января 1922 года. Договор де-юре прекращал польско-литовскую войну за обладание Сувалкией и Виленским краем между двумя странами, которые недавно восстановили свою независимость и ещё не имели чётко определённых границ. Соглашение предусматривало признание юго-восточной Литвы территорией Литовской Республики, прекращение огня и установление демаркационной линии между Польшей и Литвой.

## Предпосылки
И Польша, и Литва восстановили независимость после окончания Первой мировой войны и не имели чётких общих границ. Обе страны высказывали претензии на Сувалкию и Виленский край, что привело к военному конфликту между ними.
В соответствии с советско-литовским мирным договором, подписанным в июле 1920 года между Литвой и РСФСР, Советская Россия признавала под властью Литвы большую территорию, которая включала, помимо прочего, Сувалкию и Вильнюс. В ходе советско-польской войны Красная Армия вытеснила польские части из указанных регионов. Литовские отряды смогли овладеть оставленными польской армией территориями.
В сентябре 1920 года польская армия разгромила Красную Армию в сражении на Немане. Это дало полякам возможность увеличить военное обеспечение частей в Сувалкии, а также открыло путь для наступления на Вильнюс. 20 сентября, после докладов представителя Литвы Аугустинаса Вольдемараса и польского посла Игнация Яна Падеревского, Лига Наций приняла резолюцию, в которой призвала обе стороны конфликта прекратить боевые действия и соблюдать линию Керзона. Польша согласилась уважать нейтралитет Литвы при условии, что Советская Россия сделает то же самое. Но несмотря на договорённости уже 22 сентября 1920 года польские войска, развивая успех в битве с РСФСР на Немане, атаковали литовские части в Сувалкском регионе.

## Переговоры
Под давлением Лиги Наций Польша согласилась на переговоры, надеясь выиграть время, а также отвлечь внимание от мятежа Желиговского. В то же время литовцы пытались стянуть на защиту Вильнюса как можно больше сил, однако избежать нападения Польши, надеясь на помощь Лиги Наций.
Заседание сторон началось 29 сентября 1920 года. Польскую делегацию возглавил полковник, родом из Литвы, Мечислав Мацкевич, литовскую — генерал Макс Катхе. Литовская сторона предложила немедленное перемирие, однако польские дипломаты отвергли предложение. Лишь после угроз литовской стороны прекратить переговоры поляки согласились прекратить вооружённый конфликт, но только в Сувалкском регионе. В Виленском крае противостояние продолжилось. Поляки требовали у Литвы позволить им использование части железнодорожной линии Санкт-Петербург—Варшава, включая станцию Варена. Литовцы отвергли требования: основные польские военные силы были сосредоточены на Сувалкии, и их перемещение для боёв за Вильнюс без использования железной дороги было крайне сложным. Литовская сторона готова была отдать Сувалкию в обмен на признание поляками литовских претензий на Вильнюс.
3 октября 1920 года после консультаций в Каунасе литовская делегация предложила установить демаркационную линию. Линия должна была быть отведена на 50—80 км от границы, определённой советско-литовским мирным договором. 4 октября польская сторона после консультаций с Пилсудским выдвинула контрпредложение. По сути, литовцы хотели иметь как можно более отдалённую демаркационную линию, чтобы обеспечить лучшую защиту Вильнюса, соответственно поляки настаивали на более близкой к Вильнюсу линии. Сам Вильнюс не был темой переговоров, однако все понимали, о чём идёт речь.
5 октября 1920 года комиссия Лиги Наций представила предложение по проведению демаркационной линии. 6 октября участники переговоров продолжили рассмотрение расширения линии. Поляки отказались продлить её до села Бастуны, мотивируя это тем, что польской армии нужна свобода манёвра против советских войск, хотя договорённость с Советской Россией о прекращении огня уже была достигнута 5 октября. Поляки предложили обсудить новую демаркационную линию позже в Риге. В тот же день польскими войсками был захвачен железнодорожный вокзал Варены и бои западнее Немана прекратились. В полночь 7 октября было подписано окончательное соглашение в Сувалках. 8 октября комиссия Лиги Наций заявила, что не понимает, почему демаркационная линия не может быть продолжена дальше Бастунов, и призвала стороны к новому раунду переговоров.

## Положения соглашения
Соглашение было окончательно подписано 7 октября 1920 года. Прекращение огня началось в полдень 10 октября. Примечательно, что в соглашении не было ни единого упоминания Вильнюса или Виленского края. Соглашение содержало следующие статьи:
- Демаркационная линия никоим образом не наносит ущерба территориальным претензиям двух Договаривающихся сторон. Демаркационная линия начнётся на Западе и пройдёт по линии Керзона до Немана. По руслам рек Неман и Мяркис линия достигнет Варены, оставив город за Литвой, но железнодорожная станция будет контролироваться польской стороной. За Вареной демаркационная линия пройдёт через населённые пункты Бартеляй, Кинчай, Ноядварис, Эйшишкес, Бастуны. Железнодорожная станция Бастуны также останется под контролем Польши. Демаркационная линия восточнее Бастунов будет определена отдельным соглашением.
- Прекращение огня должно происходить только по линии разграничения, а не по всей польско-литовской линии фронта (то есть не на восток от Бастунов).
- Железнодорожная станция Варена оставалась под контролем Польши. При этом польская сторона гарантировала неограниченный проход гражданских поездов и не более двух военных поездов в день.
- Обмен военнопленными.
- Установление даты и времени начала режима прекращения огня и условий прекращения действия режима. Выбор карты для использования в соглашении.

## Последствия
Начальник государства Польского Юзеф Пилсудский решил захватить Вильнюс с помощью так называемой операции «под ложным флагом», известной как мятеж Желиговского. С негласной санкции Пилсудского по приказу Люциана Желиговского войска 1-й литовско-белорусской дивизии формально вышли из повиновения польскому командованию и 9 октября 1920 года заняли Вильнюс и часть юго-восточной Литвы. На занятых территориях было образовано самостоятельное государство, формально независимое от Польской республики — Срединная Литва. 12 октября Желиговский провозгласил себя его верховным правителем.